# Пак Хын Мин
Пак Хын Мин (кор. 박흥민; род. 14 июля 1978) — южнокорейский боксёр, представитель полулёгкой весовой категории. Выступал за национальную сборную Южной Кореи по боксу в 2000 году, серебряный призёр Кубка короля в Бангкоке, участник летних Олимпийских игр в Сиднее.

## Биография
Пак Хын Мин родился 14 июля 1978 года.
Наибольшего успеха в боксе на взрослом международном уровне добился в сезоне 2000 года, когда вошёл в основной состав южнокорейской национальной сборной и побывал на Кубке короля в Бангкоке, откуда привёз награду серебряного достоинства — в решающем финальном поединке полулёгкой весовой категории уступил пакистанцу Хайдеру Али.
Поскольку Кубок короля имел статус азиатской олимпийской квалификации, Пак удостоился права защищать честь страны на летних Олимпийских играх 2000 года в Сиднее. Первый раунд соревнований в категории до 57 кг прошёл без соперника, но далее на стадии четвертьфиналов со счётом 14:21 потерпел поражение от марокканца Тахара Тамсамани и выбыл из борьбы за медали.
После сиднейской Олимпиады Пак Хын Мин больше не показывал сколько-нибудь значимых результатов в боксе на международной арене.